# Alfred Washington Hales
Alfred Washington Hales (Pasadena, 30 de novembro de 1938) é um matemático estadunidense, professor emérito de matemática da Universidade da Califórnia em Los Angeles.

## Carreira
Durante a graduação Hales foi duas vezes Putnam Fellow do Instituto de Tecnologia da Califórnia (Caltech), em 1958 e 1959. Hales permaneceu no Caltech durante a pós-graduação, obtendo um Ph.D. em 1962, orientado por Robert Palmer Dilworth.

## Condecorações
Em 1971 Hales compartilhou o Prêmio George Pólya com Ronald Graham, Klaus Leeb, Bruce Lee Rothschild e Robert Israel Jewett, por sua trabalho sobre a teoria de Ramsey. Em 2009 Hales foi eleito fellow da Associação Americana para o Avanço da Ciência, e em 2012 tornou-se fellow da American Mathematical Society.

## Publicações selecionadas
- Hales, A. W.; Jewett, R. I. (1963), «Regularity and positional games», Transactions of the American Mathematical Society, 106: 222–229, MR 0143712, doi:10.2307/1993764